# Conocephalus borellii
Conocephalus borellii är en insektsart som först beskrevs av Giglio-tos 1897.  Conocephalus borellii ingår i släktet Conocephalus och familjen vårtbitare. Inga underarter finns listade i Catalogue of Life.